# Jean Antoine Brun
Pour les articles homonymes, voir Brun.
Cet article possède un paronyme, voir Jean Brun.
Jean Antoine Brun, né le 15 avril 1761 à Quaix en Chartreuse (Isère), mort le 4 septembre 1826 à Quaix en Chartreuse, près de Grenoble (Isère), est un général français de la Révolution et de l’Empire.

## Biographie
Il entre au service comme canonnier, dans le régiment d'artillerie de La Fère le 13 avril 1781, et y sert jusqu'au 12 août 1784.
Lorsque la France appelle tous ses enfants à la défense de ses frontières, il entre comme capitaine le 24 novembre 1791, dans le 3e bataillon de volontaires de l'Isère. Il sert à l'armée des Alpes en 1792 et 1793, et au siège de Toulon, où il reçoit un coup de feu au genou gauche dans la journée du 2 décembre 1793. Il pénètre l'un des premiers dans la redoute anglaise dont la prise détermine celle de la place.
Quelques jours après la reddition de cette ville, étant de garde sur le port, le capitaine d'un brick espagnol, qui ignore que Toulon est au pouvoir des Français, vient aborder pendant la nuit avec une chaloupe. Brun s'approche de lui, le confirme dans son erreur, et contribue par sa présence d'esprit à l'arrestation du capitaine ennemi et à la prise de son bâtiment. Il est nommé chef de bataillon dans le 9e de l'Isère le 19 germinal suivant.
Envoyé à l'armée d'Italie, il y fait avec distinction les campagnes des ans III et IV. À l'affaire de Neumarck en Styrie, dans le mois de germinal an V, avec 2 compagnies de carabiniers de la 12e demi-brigade d'infanterie légère, dont il fait alors partie, il résiste à une colonne d'environ 1 500 Autrichiens ou Tyroliens qui cherchent à passer un pont pour se porter sur les derrières de la division du général Joubert, les oblige à se retirer dans la direction des montagnes, et leur prend 2 pièces de canon.
Il fait partie de l'expédition d'Égypte de l'an VI à l'an IX. Au siège du Caire, il débusque avec quelques grenadiers plusieurs janissaires d'une maison à laquelle on est obligé de faire brèche d'un appartement à l'autre. Ce poste, dont la prise est d'autant plus importante qu'on ne peut pratiquer la mine qu'après s'en être emparé, est défendu avec la plus grande opiniâtreté. Un moment d'hésitation s'étant manifesté parmi les assaillants, Brun se précipite l'un des premiers dans la brèche et entraîne la petite troupe qu'il dirige. Nommé chef de brigade à la suite de la 12e légère le 26 pluviôse an VIII, le général Kléber le désigne, le 14 prairial suivant, pour prendre le commandement provisoire de la 69e demi-brigade de ligne. Le gouvernement confirme cette nomination le 15 germinal an X.
Rentré en France au commencement de l'an X, il fait partie de l'armée d'Angleterre sons les ordres du général Ney. Le colonel Brun reçoit le 11 décembre 1803, le brevet de membre de la Légion d'honneur, et celui d'officier le 14 juin 1804. Il est nommé le 25 décembre 1805, commandant de la Légion d'honneur. Il fait à la tête de son régiment, les guerres des ans XII et XIII sur les côtes de l'Océan, et celles de l'an XIV, de 1806 et 1807 à la Grande Armée, se distingue au combat de Dzialdow (Pologne), et est promu général de brigade le 10 février 1807. À la fin de cette campagne, envoyé au corps d'observation des côtes de l'Océan, il y sert jusqu'au 9 janvier 1808, époque à laquelle il est désigné pour faire partie de l'armée d'Espagne.
Mis en disponibilité le 11 mars 1809, le gouvernement l'envoie le 24 mai suivant, à la armée d'Allemagne pour faire partie du IIe corps.
Le 28 août de la même année, il est appelé dans la 8e division militaire et nommé le 6 septembre 1810, au commandement du département du Var. Il quitte cette division le 8 avril 1811, pour faire partie de la 23e. L'Empereur le charge de surveiller l'organisation du régiment de la Méditerranée, dont la formation vient d'être décrétée. Passé à la 17e division militaire le 14 décembre, il est compris le 18 février 1812, dans les cadres de l'état-major du 1er corps d'observation de l'Elbe, devenu 2e de la Grande Armée (4e division). Napoléon vient de lui conférer le titre de baron de l'Empire.
Nommé commandant à Grodno au 11 août 1812, il évacue la ville le 20 décembre avec les restes de la Grande Armée en retraite de la campagne de Russie.
Prisonnier à Leipzig le 19 octobre 1813, il rentre en France le 18 mars 1814, à la paix et est mis en non-activité. Réemployé pendant les Cent-Jours, l'Empereur lui confie le 28 juin 1815, le commandement du département du Jura, qu'il conserve jusqu'au second retour des Bourbons. Mis à la retraite le 9 septembre 1815, il meurt le 4 septembre 1826 et est enterré dans son village natal à Quaix (Isère).
Son nom est gravé sous l'arc de triomphe de l'Étoile, côté Sud.

## État de service
- Canonnier dans le régiment d'artillerie de La Fère (13 avril 1781 - 12 août 1784) ;
- Capitaine dans le 3e bataillon de volontaires de l'Isère (24 novembre 1791) ;
- Chef de bataillon dans le 9e de l'Isère 8 avril 1794) ;
- Chef de brigade de la 2e légère en 1794
- Chef de brigade à la suite de la 12e légère (à titre provisoire le 15 février 1800, confirmé le 5 avril 1802 ;
- Affecté au VIe corps de la Grande Armée (23 août 1805 - 1er avril 1807) ;
- Général de brigade (10 février 1807) ;
- Commandant de la 3e brigade de la 1re division du VIe corps de la Grande Armée (1er avril 1807 - 9 janvier 1808) ; ;
- Affecté à la 1re division du 3e corps de l'armée d'Espagne (9 janvier 1808 - 8 novembre 1808) ;
- Commandant de la 1re brigade de la 1re division du 3e corps de l'armée d'Espagne (8 novembre 1808 - 15 janvier 1809) ;
- Mis en disponibilité (11 mars 1809 - 6 avril 1809) ;
- Affecté à la Grande Armée (6 avril 1809 - 24 mai 1809) ;
- Commandant de la 3e brigade de la 3e division du 2e corps de l'armée d'Allemagne (24 mai 1809 - 28 août 1809) ;
- Affecté à la 8e division militaire (28 août 1809 - 6 septembre 1810) ;
- Commandant du département du Var (6 septembre 1810 - 8 avril 1811) ;
- Affecté à la 23e division militaire (8 avril 1811 - 14 décembre 1811) ;
- Affecté à la 17e division militaire (14 décembre 1811 - 18 février 1812) ;
- Commandant d'une brigade de la 5e division du 1er corps d'observation de l'Elbe (18 février 1812) - 1er avril 1812) ;
- Commandant d'une brigade du Ier corps de la Grande Armée (1er avril 1812 - 1812) ;
- Commandant à Pillau (1812 - 8 juillet 1812) ;
- Commandant à Grodno (11 août 1812 - 20 décembre 1812) ;
- Commandant de la 1re brigade de la 4e division du IIe corps de la Grande Armée (20 mars 1813 - 19 octobre 1813) ;
- En captivité (19 octobre 1813 - 18 mars 1814) ;
- Mis en non-activité (1er juin 1814) ;
- Commandant du département du Jura (26 juin 1815 - 9 septembre 1815) ;
- Admis en retraite (9 septembre 1815).

## Campagnes
- Armée des Alpes (1792-1793) :
  - Siège de Toulon (1793) ;
- Armée d'Italie (an III - an IV) :
  - Affaire de Neumarck (Styrie) ;
- Expédition d'Égypte (an VI - an IX) :
  - Siège du Caire ;
- Armée d'Angleterre (an X) ;
- Armée des côtes de l'Océan (an XII - an XIII) ;
- Campagne d'Autriche (1805) ;
- Campagne de Prusse (1806) ;
- Campagne de Pologne (1807) ;
- Campagne d'Espagne (1808) ;
- Campagne de Saxe (1813) :
  - Bataille de Leipzig.

## Faits d'armes
- Siège de Toulon (1793) : 
  - Il pénètre l'un des premiers dans la redoute anglaise dont la prise détermine celle de la place ;
  - Il contribue par sa présence d'esprit à l'arrestation d'un capitaine de brick espagnol, et à la prise de son bâtiment.
- Affaire de Neumarck (germinal an V) : avec 2 compagnies de carabiniers, il résiste à une colonne d'environ 1 500 Autrichiens ou Tyroliens qui cherchent à passer un pont pour se porter sur les derrières de la division Joubert, les oblige à se retirer dans la direction des montagnes, et leur prend 2 pièces de canon.

## Blessures
- Au siège de Toulon (1793), il reçoit un coup de feu au genou gauche dans la journée du 12 frimaire an II.

## Décorations
- Légion d'honneur :
  - Légionnaire (19 frimaire an XII : 11 décembre 1803), puis,
  - Officier (25 prairial an XII : 14 juin 1804), puis,
  - Commandant de la Légion d'honneur (4 nivôse an XIV : 25 décembre 1805) ;
- Ordre royal et militaire de Saint-Louis :
  - Chevalier de Saint-Louis (29 juillet 1814).

## Titres
- Baron de l'Empire (4 juin 1810).

## Hommage, Honneurs, Mentions...
- Le nom de BRUN est gravé au côté Est, 20e colonne de l’arc de triomphe de l’Étoile, à Paris.

## Armoiries
| Figure | Blasonnement |
|        | Armes du baron Brun et de l'Empire (décret du 19 mars 1808, lettres patentes du 4 juin 1810 (Saint-Cloud)) D'azur, au palmier d'or terrassé du même sur le fût duquel broche un lion passant d'argent armé d'une épée du même ; au comble d'argent chargé d'un croissant de gueules entre deux étoiles d'azur ; franc quartier des barons tirés de l'armée brochant sur le tout., Livrées : jaune, blanc, bleu, rouge. |